# 新約SDガンダム外伝 救世騎士伝承
新約SDガンダム外伝 救世騎士伝承（しんやくエスディーガンダムがいでん スダ・ドアカ ナイト サーガ）は、バンダイの玩具カードダスを中心とした企画で、騎士ガンダムシリーズの第11作である。2013年1月にシリーズ第1弾である「神話復活編」が発売された。

## 概要
騎士ガンダムシリーズの第11作で、カードダスのシリーズとしては第9作。明確な年月は明らかにされていないが、鎧闘神戦記から数十年後のスダ・ドアカワールドでの戦いを描いた作品。物語は円卓の騎士編の舞台となったブリティス王国から始まり、次代の王となる2人の王子の冒険譚となっている。味方側には新世代のアルガス騎士団や円卓の騎士団、敵側にはかつて倒されたジオン族の騎士やモンスターが多数登場した。
登場人物は主に『機動戦士ガンダムSEED』『機動戦士ガンダムUC』『機動戦士ガンダムSEED DESTINY』のキャラクターや兵器がモデルになっている。
本編の「二人の皇子編」「黒き暴君編」「もう一つの聖杯編」「新王光誕編」とは別に、ジークジオン編から円卓の騎士編までのキャラクターを新規イラストで描き下ろした「神話復活編」、聖機兵物語から機甲神伝説のキャラクターを描き下ろした「巨神伝承編」が発売された。また『新約SDガンダム外伝 救世騎士伝承EX』として、新王光誕編の後日談となるエピソード「覚醒のエレメンタルドラゴン」「激突!一角騎士VS運命騎士」、騎士ユニコーンガンダムのエピソードを収録した「時空を廻る幻獣騎士」、エピソードの完結編「決戦の雷龍剣」が発売された。その他に、シリーズ第一弾である「ラクロアの勇者」をリメイクした「SDガンダム外伝 ラクロアの勇者 現代復活編」も発売された。
「覚醒のエレメンタルドラゴン」ではゲーム『ナイトガンダム パズルヒーローズ』のオリジナルキャラクターであったエレメンタルドラゴンが登場している。
従来のシリーズのような一般販売はされず、インターネットからの予約限定制で各弾ごとにセット販売された。セットの内容は各弾共通でカード・ブックレット・プレミアムバインダー。これに神話復活編と二人の皇子編は豪華パッケージボックス、黒き暴君編と新王光誕編はジャンボカードダスが1枚、巨神伝承編ともう一つの聖杯編はオリジナル卓上週めくりカレンダー、ラクロアの勇者 現代復活編はジャンボカードダスと「ラクロアの勇者」カードダス筐体ディスプレイパネルが付属している。

## あらすじ
第1弾 二人の皇子編
黄金神スペリオルカイザーZが荒廃したスダ・ドアカワールドを未来世界リオン・カージと融合させることで復興し、新たな守護神サンボーンに新生スダ・ドアカワールドを託して去ってから時は流れ、ブリティス王国はキングガンダムIII世の元で平和な時代を過ごしていた。だがある日、王国に受け継がれてきたキングシールドのレリーフに異変が起きた。それは王国を守護してきた二大幻獣との契約が切れた事を意味しており、III世は2人の息子を幻獣との再契約をさせる旅に出した。第一皇子の皇青騎士ガンダムはヘリオポリス平原へ、第二皇子の皇騎士レッドガンダムは赤の海賊団エターナルウインドの協力を得てオーブ海峡へ向かい、それぞれ幻獣からの試練を受ける。
皇子たちは幻獣の試練を乗り越え、皇青騎士ガンダムは皇騎士ストライクガンダムに、皇騎士レッドガンダムは皇騎士イージスガンダムに進化(フェイズシフト)した。だがストライクガンダムは謎の黒騎士バンシィによって青銅巨人に、イージスガンダムはオノゴロ島に潜んでいた「アンチユニオン軍」を名乗る軍勢に襲われる。2人はそれぞれの仲間と力を合わせて敵を退けるが、その頃ブリティス城には邪悪な黒雲が迫っていた。
第2弾 黒き暴君編
イージスガンダムの成長を見届けた騎士ユニコーンガンダムは、時空トンネルを開いてブリティス城に戻ろうとした。だが黒騎士バンシィの強襲を受け、召喚剣マグナムソードを奪われてしまった。
一方、ブリティス王国に帰還した二人の皇子は城下町のバーリントン市で合流した。だが既にキングガンダムIII世はバンシィに敗れ、ブリティス城はアンチユニオン軍に占領されていた。アルガス騎士団の協力を得た皇子達は父と城を奪還すべく、軍を陽動部隊と潜入部隊に分け、潜入部隊を率いて地下水路から城に入る。
陽動部隊を率いるイージスたちの前に獣王ラゴゥが現れた。かつてキングガンダムI世が取り決めた獣の領域の王である彼は、アンチユニオン軍が獣の領域を侵したことで現在のブリティスにこれを収める力があるか確かめに来たのだという。そしてアンチユニオン軍と戦い抜くイージスの力を認めたのだった。
潜入部隊は捕らわれていたF90ジュニアたちを救出、新世界守護騎士ゴッドガンダムから龍槍剣エクスレイカーを貸し与えられた騎士ユニコーンガンダムが黒騎士バンシィを抑え、王の間にたどり着いたストライクたちを待っていたのは、冥府の邪竜の魂Xソウルに取り憑かれて黒い暴君になった父キングガンダムIII世ことタイラントノワールだった。戦いは機兵戦へと移り、攻撃するわけにも行かない戦いの中、新世界守護騎士ゴッドガンダムがイージスのブリティス王家の血筋の竜の力に自身の黄金魂の力を合わせてストライクに助力、Xソウルの分離に成功した。
第3弾 もう一つの聖杯編
キングガンダムIII世は浄化されたがXソウルによって力を奪われており、衰弱して死を待つばかりとなった。石化の魔法をかけて衰弱の進行を遅らせたが、それも長くは持たない。獣王ラゴゥと赤の海賊団の赤爺、そして深紅騎士シナンジュから冥府にIII世を救う方法がある事を知った二人の皇子は精鋭部隊を率い、アンチユニオン軍の夜襲を退け冥府へと向かう。
獣の領域と呼ばれる森の奥にあるザックトレーガー湖の墓標にヴァトラスの剣を収めると、冥府への道が開かれた。一行は海賊団の魔法の船エターナルで冥府へと突入する。冥府の入り口で門番を務める冥光騎士ターンエーガンダムは二人の皇子に三門の試練を課した。それぞれのやり方で試練を突破した皇子たちは皇騎士フリーダムガンダムと皇騎士ジャスティスガンダムに進化し、本物のシナンジュである純白騎士シナンジュ・スタインの仲介で冥府を治める妖精女王ディアナに謁見、女王からも邪竜退治を頼まれた。しかしロスト魔山に潜んでいた邪竜はIII世の力で完全復活を遂げていた。III世の力が使い果たされた今、父を蘇らせるには邪竜を滅ぼし冥府神に認めてもらい、疑念はあるものの現世にいる偽物のシナンジュが言っていた冥府にあるもう一つの聖杯を得るしかない。二人の皇子は決死の覚悟で邪竜に挑む。深淵邪竜ターンエックスを討ち果たした二人の皇子は、冥府神から冥府の聖杯と古びた鞘を授かって地上に帰還した。
第4弾 新王光誕編
今回の功績を評価された皇騎士フリーダムガンダムが王位を継ぐ事になった。しかし冥府で出会った純白騎士シナンジュ・スタインによって偽物であると判明した深紅騎士シナンジュは失踪しており、シナンジュは冥府の聖杯を狙ってくると思われ、13人揃った新世代の円卓の騎士団はシナンジュの襲撃に備える。
そして皇騎士フリーダムがキングガンダムIV世となる戴冠式の日、真紅に染まった凶機兵エクリプス・プロヴィデンが突如自爆特攻を仕掛けてきた。自我に目覚めた皇機兵レジェンドヴァトラスがひとりでに動き出して自らを犠牲に城を守って凶機兵と共に爆散。式典会場が混乱する隙を突いたシナンジュは冥府の聖杯を奪い、聖杯の蓋を開けた。地上と冥府を繋げるゲートが開いてしまい、冥府に落ちたジオン族の亡霊が出現、しかし冥府から現れたのはジオン族だけではなく、女王の軍勢と共にキングガンダムI世や王弟のアーサーガンダムも援軍として出現する。そしてついには闇の皇帝ジークジオンまでもが現世に現れてしまうが、その時、ジャスティスの体が輝き、キングガンダムV世の姿に変化。真の王が誕生したことでジャスティスが冥府神から授かった鞘も、かつてキングガンダムI世が使ったという神鞘インビンシブルの姿を取り戻した。冥府の試練で真の王は既に選定されていたのだった。神鞘と円卓の騎士13人すべての力でジークジオンを再び冥府へと封印した。
降臨した守護神サンボーンが新たな聖杯を王に授け、聖杯の力でIII世は回復。IV世は正式にV世に王位を譲るとIV世の鎧が赤く変化、ブリティス公爵ストライクガンダムとして赤の海賊団に同行して自由な旅に出るのであった。
EX 覚醒のエレメンタルドラゴン
第1部「強襲!! 五大ドラゴン」
聖杯の力で命を得る企みに失敗した黒騎士バンシィは、今度はスダ・ドアカワールドの歴史の記録を司る英知の園で命を得ようと襲撃した。騎士ユニコーンによって阻止されたが、この影響で過去の様々な時代や場所で、火、地、水、光、闇の五大エレメントのバランスが崩壊した。暴走したエレメントは各属性をもつ強大な竜に宿ってを復活させてしまう。
この窮地を察した騎士ユニコーンガンダムは、冥府に行く直前の時代から皇騎士ストライクガンダムを連れ、エレメンタルドラゴンの封印に旅立った。五つの時代と場所で歴代の勇者たちとともにエレメンタルドラゴンを封印していった。
第2部「新たな力、龍装覚醒!!」
英知の園でもう1つの召喚器マグナムソードを手に入れた黒騎士バンシィはキングガンダムV世の時代のブリティス王国に5体のエレメンタルドラゴンを復活させる。これに立ち向かうV世と円卓の騎士、そして駆け付けたユニコーンとブリティス公爵ストライクガンダムと召喚された歴代勇者たち。歴代勇者たちは龍装覚醒の力を得る。
しかし、龍の世界の女王を守護した騎士の王の魂が5体のエレメンタルドラゴンの体を依り代にして5体を合体させてオルタネイティブ・ドラゴンアークとして復活、龍装覚醒の力も吸収され、王の魂は強大すぎる力を制御できずに暴走してしまう。守護神サンボーンが遣わした大幻獣ソーラドラゴブレイカーはV世とブリティス公爵ストライクガンダムに超龍装覚醒の力を授け、ストライクはストライクフリーダムになった。2人は円卓の騎士や歴代の勇者たちと共にオルタネイティブ・ドラゴンアークを倒してブリティス王国の平和を再び守った。
EX 激突!一角騎士VS運命騎士
ここはスダ・ドアカワールドの新興国家ザフト。この国は、強い者は弱い者を倒し、奪い尽くす弱肉強食の無法な国だった。
そこにやってきた二人の騎士。それは騎士インパルスガンダムと、ケープを目深に被った老騎士・嵐虎総帥ヴィクトリーだった。彼らはとある理由で各地を流れ歩いていた。
街に入ったとたん襲撃される二人。襲いかかってきたのは、スダ・ドアカの様々な時代の騎士たちだった。彼らと戦うインパルスたちの前に最後の騎士、聖龍騎士ゼロガンダムが立ちふさがった。互いに雷のような剣技を放つインパルスとゼロ。それはともにスダ・ドアカに伝わる伝説の剣技「雷龍剣」であった。ゼロはザフト城に向かえと言い残し去っていった。
一方その頃、諸国を旅していたブリティス公爵ストライクフリーダムガンダムと騎士ユニコーンガンダムも調査のためザフトを訪れた。彼らの前にも様々な時代から召喚されたスダ・ドアカの騎士たちとザフトの騎士たちが立ち塞がった。難なくそれを蹴散らすストライクフリーダムとユニコーン。そんな二人の騎士に雷とともに邪竜騎士デスティニーが襲ってきた。苦戦したユニコーンは幻獣の鎧を用いて撃退するが、強大な力を制御できずユニコーンは暴走してしまう。
ザフト城に着いたインパルスは仇敵であるデスティニーを見つけるが、大魔導レジェンドとゴーレム軍団が襲う。そこにストライクフリーダムが助太刀するが、暴走したユニコーンが乱入、インパルスはユニコーンのマグナムソードを破壊してユニコーンの鎧を解除するが、力を使い果たしインパルスはデスティニーに倒されレジェンドに連れ去られてしまった。
EX 時空を廻る幻獣騎士
スダ・ドアカの守護神である黄金神スペリオルドラゴンZは覇界神を浄化し、新たな守護神を誕生させるとともに、途切れるはずであった二つの世界、スダ・ドアカワールドとリオン・カージ界とを一つにつなげ、新たなスダ・ドアカワールドを誕生させた。この新たな世界の結びつきを安定させるべく、黄金神はタペストリーに描かれた幻獣から歴史の楔となる2人の騎士を誕生させた。その名は騎士ユニコーンガンダムと黒騎士バンシィ。
時空を渡り歩く能力を持つ騎士ユニコーンはある時、スダ・ドアカワールド過去の時代のラクロア王国に現れた。すべてのSDガンダムをカードに記したアカシックヴァインダーを巡る戦いのためである。騎士ユニコーンは得意とするカードを使用した召喚魔法・コールを使い、召喚バトルに勝利した。しかし、二冊目のアカシックヴァインダーを手に入れた騎士ユニコーンはその様子を一変させた。邪悪な存在・赤魔神シャンブロに取り憑かれていたのだ。仲間たちの手により邪悪の手から解放された騎士ユニコーンは、ラクロアの勇者・騎士ガンダムたちとともに赤魔神シャンブロを滅ぼすと、再び時空の旅に戻るのであった。（『SDガンダム アルティメットバトル』）
それから長い年月の流れた、MS王キングガンダムIII世が治めるブリティス王国。国王キングガンダムIII世率いる王国最強の騎士団・円卓の騎士のなかに騎士ユニコーンは居た。騎士ユニコーンはこのブリティス王国の二人の皇子たちとともに様々な冒険を経て、世界の危機に立ち向かうこととなる。そこには、同じ生い立ち、同じ能力を持ちながら、使命を拒絶して騎士ユニコーンと対立する黒騎士バンシィの姿もあった…。（『救世騎士伝承』）
『激突!一角騎士VS運命騎士』の後、幻獣の鎧を使いこない未熟を恥じた騎士ユニコーンガンダムは騎士インパルスガンダムの救出を仲間に任せて修行の旅に出た。騎士バンシィはユニコーンの行く先に大いなる力があるのではないかと考えてその後をつける。妖精ミネバ姫からテレパシーで救出を求められたユニコーンと姫が囚われているダンジョンの奥にあるという秘宝ラプラスボックスに興味を持ったバンシィは共闘、敵をなんなく倒していくいった。しかし新たなダンジョンの守り人にされてしまったバンシィと秘宝の影響で幻獣の鎧が装着されてしまい暴走したユニコーンは互いの意志に反して争い合う。バンシィを救いたいという思いが秘宝ラプラスボックスを開かせラプラスジャベリンを得たユニコーンは幻獣の鎧の制御に成功、バンシィを呪縛から解き放つ。一方バンシィは妖精ミネバ姫に生きる意味を見い出した。そこに黄金神スペリオルドラゴンZが降臨、ユニコーンとバンシィの成長を祝福して赤き三種の神器を与えた。
EX 決戦の雷龍剣
騎士ユニコーンガンダムは修行の旅から帰還し、ブリティス公爵ストライクフリーダムガンダムに合流。騎士インパルスガンダムの行方を突き止めた。それはザフト族の移動要塞ミネルバ。
嵐虎剣の同門である獣乙女ステラガイアは移動要塞ミネルバに潜入し、囚われの騎士インパルスガンダムにインパルスの盾を届けた。盾の力で左腕の「嵐虎のガントレット」に埋め込まれている秘石「嵐虎のルーンジスト」の力が解放された騎士インパルスガンダムはアジトを脱出。それを阻止しようとする邪竜騎士デスティニーと対峙する。デスティニーを倒して雷龍剣と雷龍のガントレットを取り戻すが、雷龍剣はデスティニーが持つまやかしの雷龍剣で折られてしまった。
インパルスは師ヴイスクエアを訪ねて、雷龍剣復活のため異空間で歴代伝承者と対峙する試練に臨む。そして試練を乗り越えて新たな雷龍剣を完成させ、運命騎士インパルスガンダムに進化する。
一方、囚えていたインパルスの力を利用してデストロイゴーレム軍団を完成させていた大魔導レジェンドはダバード王国に侵攻。ストライクフリーダムからの援軍要請を受けたブリティス王国は援軍を派遣する。運命龍機を駆るインパルスも駆け付けて、形成は逆転。
そこに倒した筈のデスティニーが現れるが、まやかしの雷龍剣に宿る緋邪竜に操られる死体に過ぎなかった。緋邪竜はまやかしの雷龍剣から抜け出て移動要塞ミネルバに憑依して巨大な肉体にしたが、運命騎士インパルスの最終奥義サンダーストームプラズマドラグーンによって倒された。

## 登場人物
（）内はモデルとなったキャラクター。ただし、モチーフについて公式には発表されていないので諸説ある。

### 二人の皇子編
皇青騎士<クラウンブルーナイト>ガンダム（ガンダム4号機とフォーエバーガンダム）/皇騎士<クラウンナイト>ストライクガンダム（ストライクガンダム）
ブリティス王国第一皇子。自信家だが、影では努力を惜しまない。機兵の技術を学んでおり、その技術を応用して父より与えられたヴァトラスの剣を強化している。キングガンダムII世が使っていたフルアーマーを受け継いでいる。以前は皇騎士ガンダムIIIと名乗っていた。
幻獣グラスパーグリフォンの試練を乗り越え、フルアーマーを青いシフトアップアーマーにしてもらった。HP3000→5000。
皇騎士<クラウンナイト>レッドガンダム(ガンダム5号機)/皇騎士<クラウンナイト>イージスガンダム（イージスガンダム）
ブリティス王国第二皇子。天才肌で人当たりが良く、カリスマ性に溢れているが皇位に興味は無く、身分の差を気にせず誰とでも仲良くなる。キングガンダムII世が使っていた剛の鎧(ジーアーマー)を受け継いでいる。兄とは関係がこじれており、兄が武者修行の旅から城に帰還したのと同時に城を離れてレッドウォーリア一族に身を寄せていたことがある。
幻獣メビウスゼロマーライオンの試練を乗り越え、剛の鎧を赤いシフトアップアーマーにしてもらった。HP2500→5000。
キングガンダムIII世（G-3ガンダム）
ブリティス王国の現王。文武両道で円卓の騎士のリーダーも務める。機兵の研究に熱心で、機兵の技術に長けているレッドウォーリア一族と親密な関係を築いた。キングガンダムII世の息子。即位以前の名前は皇騎士ガンダムII。
息子達に幻獣の試練を乗り越えさせ、新たな世代に皇位を譲ろうと考えていた。HP4000。
白金卿III世<プラチナロード デルタ>(デルタプラス)
ブリティス王国の円卓の騎士の1人。王家に代々仕えている名家の出身で、勤勉実直で真面目な好青年。弟分である皇青騎士ガンダムの従者として、彼と共に旅に出る。HP1500。
操獣士<ビーストマスター>イーハチ(ガンダムEz-8)&モンスターアプサラス(アプサラスII)
イーハチは皇青騎士ガンダムに憧れる少年。未来の大操獣士を目指して修行していたが皇青騎士の旅立ちを知り、こっそり付いて来た。
モンスターアプサラスはイーハチに従うモンスター。高い知能を持つスライムザク師匠と、巨体のジェリーフィッシュスライムアプサラスがコンビを組んでいる。HP1200。
皇機兵<クラウンきへい>レジェンドヴァトラス
皇青騎士ガンダムの専用機兵。第三世代の技術が導入されており、魔力を秘めた結晶・ルーンジストを動力源にしている。HP8000。
サムライマスターガンダムアストレイ(ガンダムアストレイ レッドフレーム)
円卓の騎士の1人。流浪の冒険をして、若くして異国の剣技を極めた実力者。古風な口調で話そうとするが、慌てるとすぐにボロが出る。皇騎士レッドガンダムの従者として供をする。HP1300。
切り込み隊長<デトネイター>クロスボーンガンダム(クロスボーン・ガンダムX1フルクロス)
赤の海賊団エターナルウインドの一員。船長ラクスの歌に惹かれ、彼女に従っている(ラクスがまだ若い為、実質的には彼が団を取り仕切っている)。大酒飲みで豪快な性格。レッドガンダムを気に入り船を貸した。HP1500。
船長ラクス(ラクス・クライン)
エターナルウインドを率いる明朗快活な美少女船長。歌で全て解決すると思っている楽天家だが、その歌は一級品。レッドウォーリア一族の元で育った。HP20。
操舵手アスラン(アスラン・ザラ)
エターナルウインドの海賊船エターナル(HP7000)の舵を取る少年。船旅を経て皇騎士レッドガンダムと仲良くなった。HP100。
幻獣グラスパーグリフォン(スカイグラスパー)
ヘリオポリス平原の聖地にいる幻獣。かつてブリティス王国の建国以前にキングガンダムI世と契約し、長きに渡りブリティス王国を守護してきた。
聖地に訪れた皇青騎士ガンダムと戦い、彼の力を認めてその鎧を進化させた。MP2999。
幻獣メビウスゼロマーライオン(メビウス・ゼロ)
オーブ海峡の聖地にいる幻獣。グラスパーグリフォンと共にキングガンダムI世と契約し、王国を守護してきた。キングシールドのレリーフのモチーフである鷲と獅子は、この二大幻獣を表している。
聖地に訪れた皇騎士レッドガンダムと戦い、彼の力を認めて加護を与え、その鎧を進化させた。MP2499。
人魚姫プル三姉妹(プルシリーズ)
長女プル(エルピー・プル)、次女プルツー(プルツー)、三女マリーダ(マリーダ・クルス)の三姉妹。メビウスゼロマーライオンに次ぐ高位幻獣。
港に戻ったイージスガンダム達に「オノゴロ島にあるシードクリスタルを守ってくれ」というメビウスゼロマーライオンからの依頼を伝えた。MP300。
闘士デュエルガンダム(デュエルガンダム アサルトシュラウド)
アルガス王国のアルガス騎士団戦士隊の新隊長。騎士団の各新隊長の顔見せとしてバスター、ブリッツと共にブリティス王国にやって来た。3人の新隊長の纏め役。
武器は大剣。由緒正しい家柄の出身で、自分にも他人にも厳しい努力家。HP780。
法術士バスターガンダム(バスターガンダム)
アルガス騎士団法術隊の新隊長。陽気な性格で、3人の新隊長の中ではムードメーカー的な存在。
パワーファイターの家系の出身だが、法術士に憧れており、父親と殴り合いの喧嘩をした末に勝利して法術士になった。MP800。
隠密剣士ブリッツガンダム(ブリッツガンダム)
アルガス騎士団騎馬隊の新隊長。3人の新隊長の紅一点で、あまり自分を出さない控えめな才女。
王国を影から守ってきた家柄の出身。ピアニストだったが、あるパーティーの際に酔っ払った先代の騎馬隊隊長に剣技の勝負を挑まれ、勝利して新隊長になった。HP750。
操手キラ(キラ・ヤマト)
ブリティス軍の機兵操手。皇青騎士ガンダムの幼馴染で、彼と共にヴァトラスの剣を改造強化した。大人しい性格だが冷静にキレたりするので、密かに恐れられている。HP150。
ブリティス量産機兵ジェイガン(ジェガンD型)
部品全てがブリティス王国で作られた量産型機兵。剣と盾を装備している。
誰にでも扱えるようルーンジストの量は少ないが、動力系に直接配置されている為に高出力を誇る。扱いやすく高出力・低コストと、理想的な量産型機兵。HP6500。
深紅騎士<クリムゾンナイト>シナンジュ(シナンジュ)
円卓の騎士の1人。冷静沈着でしたたかな人物。円卓の騎士に選ばれた頃とは性格が変わってしまったとも言われており、皇子達の旅立ちを不敵な笑みを浮かべて見送る。HP3000。
騎士ユニコーンガンダム(ユニコーンガンダム)
謎の白騎士。マスクで顔を隠したケンタウロスのような神獣<ミュートス>モードと、リミッターを解除して魔を滅ぼす緑の燐光を放つビーストモードを使い分ける。カードに描かれた過去の英雄やアイテムを召喚する「コール」の魔法を使う。
オノゴロ島で多数の敵に苦戦していた皇騎士レッドガンダムを助ける。HPは神獣モードは1500、ビーストモードは3000。
バーサル騎士ガンダムGP01(ガンダムGP01)
「聖機兵物語」と「機甲神伝説」で活躍した伝説の騎士。騎士ユニコーンガンダムの魔法で召喚され、光り輝く槍で機船ゼーゴックを倒した。HP7500。
拳聖ネモ(ネモ)
「伝説の巨人」に登場した武道家ネモの未来の姿。騎士ユニコーンガンダムの魔法で召喚され、多数の兵士ストライクダガーを構えも取らずに全滅させた。HP6000。
モンスター キングクラブマラサイ(マラサイ)
「ラクロアの勇者」に登場したモンスター・クラブマラサイを束ねる巨大モンスター。騎士ユニコーンガンダムに召喚され、多数のクラブマラサイを従えてレッドガンダム達を援護する。HPは4100と、並のモンスターを遥かに凌ぐ。
自称勇者ロト6(ロト)
人の役に立ちたい、出来れば手柄と名声も欲しいという俗っぽい理由で旅をしている6人のおっさん。たまたま立ち寄ったブリティス城を覆う黒雲を見て、異常事態を知る。HP60。
青銅巨像クシャトリヤ(クシャトリヤ)
ヘリオポリス平原と幻獣を守る為、大昔に建造された巨像。自らの意志を持っており、長い間眠っていたが、何者かに操られて皇青騎士ガンダム達を襲った。MP4900。
マーマンゾノ(ゾノ)&大王グーン(グーン)
オーブ海峡に棲むモンスター達。マーマンゾノが大王グーンを釣り上げたところに遭遇してしまい、獲物を横取りされると思ったマーマンゾノが攻撃してきた。
ちなみに大王グーンの干物は美味で、高価な値段で取引されている。HP300。
モンスター クラブマヒロー(マヒロー)
オーブ海峡に棲むモンスター。オノゴロ島に近づいた海賊船エターナルに集団で襲いかかる。右手のハサミと味噌が美味しいらしい。HP350。
海坊主ウォドム(ウォドム)
オーブ海峡に棲むモンスター。蟹漁をしていたところで海賊船エターナルに遭遇し、ヌッと現れて襲いかかった。HP400。
機船ゼーゴック(ゼーゴック)
機兵と武装船のセットで構成された蟹工船。アンチユニオン軍に乗っ取られ、戦闘用に改造された。HP6000。
兵士ストライクダガー(ストライクダガー)
アンチユニオン軍の兵士。オノゴロ島を占拠した海賊部隊の兵士で、集団戦闘を得意とする。HP600。
闘士カラミティガンダム(カラミティガンダム)
アンチユニオン軍の陸王。オノゴロ島制圧部隊を率いる3人の王の1人。二振りの鉄槌を武器とする。
力はあるが、知恵が足りない大男。自分の力を認めてくれる存在を求めて、ユニオン族を裏切った。HP1750。
騎士レイダーガンダム(レイダーガンダム)
アンチユニオン軍の空王。剣と鉄球を武器とする。
鳥人の血を引く半獣人。チェスが好きだが下手の横好きらしい。世界の王になる為の手段を求めて、ユニオン族を裏切った。HP1600。
呪術士フォビドゥンガンダム(フォビドゥンガンダム)
アンチユニオン軍の海王。魔法を放つ大鎌を武器とする。
キメラ作りが趣味の呪術マニアで、趣味の悪い呪術道具を集めている。思う存分に呪術を楽しめる環境を求めて、ユニオン族を裏切った。MP1550。
三王合体ガンダムディアボロス
イージスガンダム達に苦戦する三王が「合体したら勝てるんじゃね?」という単純な発想で、フォビドゥンガンダムの呪術で混合合体(コンバイン)したモンスター。MP4900。
黒騎士バンシィ(バンシィ)
青銅巨像クシャトリヤを操っていた張本人。2人の皇子の覚醒を狙っていたらしい。皇騎士ストライクガンダムにブリティス城の攻略を宣言した。データ不明。
アイテム シードクリスタル
オノゴロ島の神殿の奥、聖なる黄金の樹に実っていた、美しいリンゴのような結晶。データ不明。2つに別れて二人の皇子の鎧に宿りさらなる進化を促した。黄金の樹は創世の時代に覇界神と戦って飛び散った黄金神の欠片から生まれた樹である。なお初期案では、シードクリスタルから世界樹が芽吹いて騎士ユニコーンが治める樹上都市が建国されるという『SDガンダム聖伝』に直接繋がるストーリー構想だったとのこと。

### 黒き暴君編
皇騎士ストライクガンダム&イージスガンダム
父を守れなかった悔しさと、国を思う王家の者としての責任感が高まり、その気持ちに呼応して分裂したシードクリスタルが皇子達の鎧に宿り進化させた。
ストライクガンダムは対機兵穹を背に装備し、イージスガンダムは海賊船エターナルの対機兵スピアに槍を装着した(槍の名はスキュラジャベリン。モチーフはイージスガンダムMA形態)。HPは共に6000。
蒼炎騎士〈ナイト・オブ・ブルーフレイム〉ガンダムF91(量産型ガンダムF91(ハリソン機))
ブリティス王家に縁の深い地方領主の跡取り息子で、血気盛んな少年騎士。HP1500。
破損したレジェンドヴァトラスを機動車リブ・キャリア(モビル・リブ)(HP1200)に乗せ、ストライクガンダム達と共にブリティス城にやって来た。
アルガス騎士団の三隊長
法術士バスターガンダムを中心に、ブリティス軍を援護する。HP2400。
アルガス騎士団
ブリティス軍と共同戦線を張っている。法術隊はジン (ジン)、戦士隊はロングダガー (ロングダガー)、騎馬隊はM1アストレイ (M1アストレイ)によって構成されている。
各隊の副隊長はジャン三兄弟 (法術隊副隊長:ジャン・キャリー専用ジン、戦士隊副隊長:ジャン専用ロングダガー、騎馬副隊長:ジャン・キャリー専用M1アストレイ)という実の兄弟が務めており、それぞれ白い鎧を身に着けている。HP1500。
侍従騎士〈サーヴァントナイト〉ウーンドウォート(ガンダムTR-6［ウーンドウォート］)
蒼炎騎士ガンダムF91の従者を務める女騎士。メイド服のような鎧に身を包み、F91の姉のような存在で彼を「若様」と呼ぶ。
魔力で変身し、あらゆる状況に瞬時に対応する能力を持つルーンシフター族の1人。HP1000。
侍従騎士ウーンドウォートギガントシフト(ガンダムTR-6［ウーンドウォート］ギガンティック形態)
機兵サイズにまで巨大化したウーンドウォート。幼かった蒼炎騎士F91をこの姿で追いかけ、彼に軽いトラウマを作った。HP5000。
赤の海賊団エターナルウインド
船長ラクスに率いられ、イージスガンダムの救援に駆け付けた。赤いコレンカプル親方を先頭に青のカプールと緑の船員カプルの他、人魚のプル姉妹も混ざっている。HP300。
海賊騎士クロスボーンガンダム
皇子達と共に城内に乗り込んだ切り込み隊長クロスボーンガンダムが獣王ラゴゥとの戦いでイージスを庇って傷を追った時、円卓に選ばれ新たな円卓の騎士の一員となった姿。HP1500→3000。
自称勇者ロト7
なぜか1人増えている。逃げ回っている内に城へと続く洞窟を見つけたが、それは黒騎士バンシィによって導かれたものだった。HP70。
町娘カガリ(カガリ・ユラ・アスハ)
バーリントン市に住む操手キラの姉。アンチユニオン軍の襲来で混乱する市内を逃げていたが、キラに助けられた。HPはキラと合わせて300。
背景にハリー専用スモーとシルバースモーモチーフの牛に巻き込まれているポゥがいる。
錬金術師ラスヴェート(ラスヴェート)
バーリントン機兵工房ギルドに所属する錬金術師。ルーンジストを精製し、カスタム調整を施す事が出来る。自分の腕に絶対の自信を持っている。MP200。
白金卿III世&サムライマスターガンダムアストレイ
円卓の騎士の一員として、新たな装備を身に着けてブリティス城奪還作戦に参加した。HP3500。
操獣士イーハチ&ティラノザク(ガンダムEz8 ハイモビリティカスタム)
旅を通じて逞しく成長したイーハチも作戦に加わった。旅の帰路で手に入れたティラノザクをパートナーとし、ストライクガンダムから与えられた新しい鎧を身にまとった。HP1500。
兵士ジムストライカー(ジムII・セミストライカー)
陽動部隊に参加したブリティス王国の兵士。「ジムストライカー」という名前はストライカー流槍術を会得したジム族の勇士の通り名で、ストライカー槍術はアルガス騎士団の闘士ダブルゼータも会得したと云われている。HP500。
衛兵フライルー(ギャプランTR-5［フライルー］)
かつてザビロニア帝国との戦いで帝国を裏切り、ブリティス王国に協力した騎士ギャプランの子孫。騎士ギャプランがキングガンダムII世から賜った兜を家宝としている。HP930。
ブリティス機兵ボルジャーノン(ボルジャーノンとザクウォーリア)
ブリティス王国機兵隊の隊長専用機兵。友好国ダバード王国から送られたカスタムメイドの機兵で、ジェイガン開発のベースになった。HP7000。
隊長ギャバン(ギャバン・グーニー)
ブリティス機兵隊の隊長。装備や内部を最新式に改良されたボルジャーノンに乗る。HP150。
神速騎士〈ナイト・オブ・ゴッドスピード〉F90ジュニア(ガンダムF90Sタイプ）
「円卓の騎士編」にも登場した、最古参の円卓の騎士の1人。ブリティス騎士団長を兼任している。多彩な装備であらゆるタイプの接近戦に対応できるソードマスター。HP2000。
重甲騎士〈ヘビーアーマーナイト〉F90ジュニア（ガンダムF90Dタイプ）
老いて尚盛んな最古参の円卓の騎士の1人。父F90の称号を受け継ぎ、衛士長を兼任している。2人の皇子を孫のように可愛がっており、皇子達からも慕われている。HP2000。
神官騎士〈ホーリーオーダー〉F90ジュニア（ガンダムF90Aタイプ)
最古参の円卓の騎士の1人。かつての戦いの後、聖職者の道を選び、国教の最高責任者を兼任するまでになった。三兄弟はアンチユニオン軍によってブリティス城内に囚われていたが、皇子達に救出された。MP2000。
新世界守護騎士ゴッドガンダム(ゴッドガンダム)
「黄金神話」で活躍した太陽騎士ゴッドガンダムの新たな姿で、幼き守護神サンボーンの補佐役。サンボーンに代わって地上に降臨し、バンシィに苦戦する騎士ユニコーンに龍槍剣エクスレイカーを与えた。データ不明。
騎士ユニコーンガンダム・ビーストモード
大幻獣エクスワイバリオンが変化したエクスレイカーを手に黒騎士バンシィに挑む。彼とバンシィは「対になる世界の楔」であり、それ故にバンシィの怒りと哀しみを誰よりも理解している。HP6000。
皇機兵レジェンドヴァトラスRF〈リィンフォース〉
先の戦いで破損したレジェンドヴァトラスを修理と同時に強化改良した機兵。機兵工房ギルドが試作していた高機動装備を装着している。HP14000。
モンスターアイスズサン(ズサン)
アンチユニオン軍のモンスター。ラクロア地方に棲息していたアイスズサ(ストーンズサの同属)がスダ・ドアカワールドとリオン・カージ界が融合した影響で進化した姿。肩から鋭い氷塊を打ち出す。氷の体はグレープ味らしい。HP300。
モンスターレセップスコーピオン(レセップス)
アンチユニオン軍のモンスター。砂漠地帯出身の巨大サソリで、地面の下から現れて襲って来る。意外と素早い。HP500。
機兵ジ・モビルン(ジン)
アンチユニオン軍の機兵。騎士グフカスタムの4人の部下が操り、ブリティス軍の機兵と互角に戦う。HP5000。
機兵ディープアームズ(シグーディープアームズ)
アンチユニオン軍の機兵。とある国で建造されたエース用の最新型試作機で、両肩に試作型のルーンジストカノンを装備している。HP7000。
騎士グフカスタム(グフカスタム)
アンチユニオン軍の機兵操手。とある国の騎士だったが、機兵ディープアームズと共にアンチユニオン軍に参加した。2人の皇子を探しているが、陽動作戦にまんまと引っかかった。HP590。
復讐者〈アベンジャー〉剣士シグー(シグー)
アンチユニオン軍の剣士。元アルガス王国騎馬隊隊長。酔ってブリッツガンダムに挑み敗れた事を恥と感じ、復讐を誓って騎士団を退団。落ちぶれた末にアンチユニオン軍に参加した。HP750。
偽銀騎士ディン(クルーゼ専用ディン)&偽銀騎士ゲイツ(クルーゼ専用ゲイツ)
剣士シグーの配下で、ブリティス王国に縁が深い銀騎士(シルバーナイト)の名を騙る。HP1200。
モンスターアニマルバクゥ(バクゥ)
獣王ラゴゥ配下のモンスター。ブリティス城内を警備している。「バクゥ!」と吠える。HP350。
獣王ラゴゥ(ラゴゥ)
ブリティス城・円卓の間で皇子達に挑んできたシェイプシフター族。古よりブリティスの地に住む獣たちの王の末裔。陽気で正義感の強い賢君だが、ある目的の為にアンチユニオン軍に協力している。HP4000。
スカルサザビードラゴン(サザビー)
黒騎士バンシィが召喚剣マグナムソードで召喚したモンスター。リオン・カージ界にいたサザビードラゴンがアンデッドモンスターとして復活した個体。HP3900。
モンスターベクレジイオンS(ベクレジイオン)
バンシィが召喚した強力モンスター。その昔、スタ・ドアカワールドの「オリジルナ」もしくは「オルジリナ」という地方を支配していたらしいが詳細は不明。HP5650。
黒騎士バンシィ・ビーストモード
騎士ユニコーンとの戦いの中でリミッターを解除した。悲願達成の為、もう1つの聖杯を求めている。HP3500。
X(エク)ソウル(ザクレロ+ターンX)
正体不明の魔物で、ブリティス城の上空を覆った暗雲の正体。暗雲の中から舞い降りてキングガンダムIII世に取り憑いた。データ不明。
タイラントノワール(ストライクノワール)
Xソウルの魔力によって悪しき姿に進化したキングガンダムIII世。邪悪な殺意に支配されており、息子である皇子達に容赦なく襲いかかる。「機甲神伝説」に登場した月影騎士ルナガンダムが持っていた魔剣を与えられている。HP6660。
暴君機兵タイラントヴァトラス
キングガンダムIII世の愛用機兵キングヴァトラス改が、主と共に進化した姿。HP13000。
深紅騎士シナンジュ
タイラントノワールが敗れた際、脱出したXソウルが王の力を奪ったのを見届けて不気味に笑う。Xソウルを利用していたらしい。

### もう一つの聖杯編
皇騎士ストライクガンダム/皇騎士フリーダムガンダム(フリーダムガンダム)
父を救う為、冥府へ進軍する。立派な王になるべく励んでいるが、本心では外の世界を知りたがっている。船長ラクスに出会ってから、その思いは強くなっている。
冥府の三門の試練を自分一人の力で突破した事によって、フリーダムガンダムに進化した。黒騎士バンシィに割られたキングシールドの右半分を持つ。HP6000→8000。
皇騎士イージスガンダム/皇騎士ジャスティスガンダム(ジャスティスガンダム)
兄と共に冥府に乗り込む。かつて自分達と同じ兄弟でありながら争う事になったキングI世とアーサーガンダムの史実を気にしていたが、獣王ラゴゥの助言で心を和らげた。
冥府の三門の試練を仲間達と力を合わせて突破し、ジャスティスガンダムに進化した。キングシールドの左半分を持つ。HP6000→8000。
獣王ラゴゥ
キングIII世に代わり皇子たちの力を見極めるという大役を果たし、新たな円卓の騎士になった。Xソウルの正体を知っており、皇子たちを冥府へと導く。HP5000。
海賊騎士クロスボーンガンダム&赤爺
赤爺は赤い海賊団の相談役。その姿は「SDコマンド戦記」に登場した宇宙海賊キャプテンレッドに似ている。海賊船エターナルが冥府へ行ける唯一の船である事をクロスボーンガンダム達に教えた。HP3500。
操手キラと町娘カガリ
姉弟揃って冥府への遠征軍に参加。敵の夜襲に遭遇したカガリはイージスガンダムに救われ、キラと一緒に機兵ジェスタクラスに乗り込む。シナンジュの機兵から禍々しい気配を感じ取っている。
機兵を操縦する2人のポーズは「GEAR戦士電童」のパイロット達をモチーフにしている。HP200。
ブリティス機兵ジェスタクラス(ジェスタ)
機兵ジェイガンをベースに、キラが趣味の面からも徹底的にカスタマイズした機体。3機まで作られ、エース専用機となった。HP8000。
戦乙女〈ヴァルキリー〉ガンダムヘイズル(ガンダムTR-1［ヘイズル］)
ルーンシフター族のブリティス騎士で、かつての円卓の騎士ガンダムマークII兄弟の孫娘。祖父の愛馬から名を貰った装甲馬メカニタイタンを駆る。HP1300。
深紅騎士シナンジュ
冥府にあるというもう一つの聖杯についての情報をもたらした。死者を蘇らせる冥府の聖杯があればIII世を助けられると言い、皇子たちを冥府に送り出す。HP6000。
将機兵エクリプス・プロヴィデン(プロヴィデンスガンダム)
シナンジュ専用機兵。背中のエクリプスリングから武器を召喚し、自在に操る。ルーンジストに加えて特殊な鉱石を使用しており、自然現象すら操ると言われている。HP14000。
海賊船エターナル
生者はもちろん、機兵さえ入れない冥府の水の呪いを退けられる魔法の船。ボトルシップの姿になって冥府の入り口である湖まで運ばれた。HP7000。
蒼炎騎士ガンダムF91
先の戦いの功績によって、新たな円卓の騎士に選ばれた。兄のように慕う皇騎士ストライクの為に冥府への遠征に参加した。HP2500。
侍従騎士ウーンドウォート
F91と共に遠征軍に参加。武器の1つを使い魔に変えて、未知の冥府を偵察させた。HP1000。
サンバ・カ・ガンダム
オノゴロ島の戦いでイージスガンダムに敗れたカラミティガンダム(ソードカラミティ)、レイダーガンダム(レイダー制式仕様)、フォビドゥンガンダム(フォビドゥンブルー)。赤の海賊団の雑用係としてこき使われている内に船員カプル達と打ち解け、改心(?)した。軽快な音楽に乗って現れ、冥府の緊張感を削いだ。HP4900。
冥府の門番ムシャゴースト(武者ガンダム)
心・技・体の「体」を司る一の門の門番を務める亡霊。かつて騎士ガンダムと剣を交えた事もあると言われている異界の戦士。鋭い刃を振るい、二人の皇子に勝負を挑む。HP5000。
冥府の門番 騎士ガンダムデスサイズ(ガンダムデスサイズ (EW版))
「技」を司る二の門の門番で、「鎧闘神戦記」で活躍した騎士ガンダムデスサイズその人。かつて過ちを犯して冥府から追放されたが、スダ・ドアカ・ワールドを救った功績が認められ冥府に帰還した。HP5000。
冥光騎士ターンエーガンダム/冥府神アルファハイデス(∀ガンダム)
「心」を司る三の門の門番。三つの試練を与え、皇子たちの器を試した。その正体は冥府神の核であり、最後には皇子たちの力を認めて聖杯を授けた。データ不明。
騎士ブルーディスティニー(ブルーディスティニー1号機)
冥府を守る冥府軍の騎士。生前はラクロア王国で戦っていたという。聖剣エグザムを使ってバーサーカーになる事が出来る。HP2000。
妖精ロラン(ロラン・セアック)&近衛隊長スモモタロス(モモタロス+スモー(ハリー・オード機))
冥府の女王直属の部下達。冥府にやって来たブリティス軍を、復活した邪竜の仲間だと勘違いした。HP3000。
騎士スモー(スモー)
冥府軍の近衛騎士。女王ディアナに忠誠を誓っており、冥府の安寧を守る為に戦っている。HP800。
兵士フラット(フラット)
冥府軍の兵士。ブリティス軍を邪竜の手先だと勘違いして襲いかかってきた。HP300。
純白騎士〈ブランシュ・ナイト〉シナンジュ・スタイン(シナンジュ・スタイン)
冥府軍とブリティス軍を仲介した本物のシナンジュ。何者かによって冥府に落とされたが、生前の功績を認められ女王ディアナの近衛騎士に取り立てられた。冥府の住人の証である七色に輝くマントを身に着けている。HP3000。
妖精女王ディアナ(ディアナ・ソレル)
冥府を治める女王。皇子たちに邪竜の討伐を依頼した。データ不明。
皇機兵レジェンドヴァトラスTS〈トゥルーストライカー〉
皇騎士フリーダムガンダムの専用機兵。邪竜との戦いを見越して、全面的に強化改造が施された。城の宝物庫にあった竜殺しの槍ロンゴミニアドを装備した他、各種新装備も充実している。HP15000。
装甲戦機ミーティア(ミーティア)
海賊船エターナルの船首に収容されていた機体。二人の皇子の進化に呼応し、皇騎士ジャスティスガンダムを乗せて飛び立った。HP5000。
皇機兵レジェンドヴァトラスSS〈シューティングスター〉
レジェンドヴァトラスTSとミーティアが合体した機体。二人の皇子の力を全身にみなぎらせている。HP20000。
機兵ウ・ドーザー(ザウート)
アンチユニオン軍の量産型機兵。ジ・モビルン部隊が先の戦いで壊滅状態になった為、引っぱり出されたやや旧型の機兵。獣の領域の森を焼き払い、夜襲を仕掛けてきた。HP4500。
騎士ガンダムリジェネレイト(リジェネレイトガンダム)
アンチユニオン軍を束ねる大将。ユニオン族でありながら、ユニオン族に激しい憎しみを抱いている。皇子たちの首を狙っているが、彼を扇動した者がいるらしい。HP3000。
革命機兵ゲルンティラ(ゲルフィニート)
アンチユニオン軍の大将専用機兵。斧を装備したクモのようなバトルアームを操り四方から襲い掛かるが、エクリプス・プロヴィデンの動きに翻弄され敗れた。HP13000。
モンスターナウマンジュアッグ(ジュアッグ (ジオン残党軍仕様))
冥府のモンスター。スダ・ドアカでは絶滅したと言われているマンモスジュアッグの亜種。肉が美味だったらしい。HP300。
騎士イフリート(イフリート改)
騎士ブルーディスティニーの生前からの宿敵で、聖剣エグザムの対となる魔剣エグザムを持つ。死してなおブルーディスティニーとの決着をつけようとしている。HP2000。
モンスタームットゥーミミック(ムットゥー)
冥府のダンジョンに潜むトラップモンスター。欲に目が眩んだサンバ・カ・ガンダムが開けてしまった。HP300。
モンスターバンデッド(バンデット)&モンスタースケルトンヅダ(ヅダ)
ロスト魔山の手前にあるゲミヌス城に巣食う魔物たち。いずれも冥府らしくアンデッドモンスターで、群れで次々と襲って来た。HP500。
ファントムベルガ・ダラス(ベルガ・ダラス)
「円卓の騎士編」で皇騎士ガンダムに倒された獣騎士ベルガ・ダラスの魂。今もブリティス軍を強く恨んでいる。HP5999。
モンスターキャッスルゲミヌス(ゲミヌス)
ゲミヌス城の正体である超巨大モンスター。ジェスタクラスをも寄せ付けない強さを誇ったが、騎士ユニコーンが召喚した聖機兵ガンレックスによって倒された。HP10000。
Xソウル/深淵邪竜ターンエックス(ターンX)
悠久の時、冥府に縛られていた強大な邪竜。封印を逃れた首はある者の手引きによって地上にXソウルとして現れ、キングIII世の力を奪った。そして冥府の底で体を復活させ、地上も冥府も支配しようと動き出す。
機兵並の巨体を誇りブリティス軍を圧倒したが、レジェンドヴァトラスSSの渾身の一撃を食らって滅びた。HP19000。
騎士ユニコーンvs黒騎士バンシィ
世界と世界を繋ぐ特異点同士の戦い。2人の正体は新世界安定の為の楔としてガンダム族の姿を与えられた幻獣だが、バンシィはその辛い役目から降りる為に冥府の聖杯を狙っていた。
冥府の聖杯&古びた鞘
邪竜を滅ぼした皇子たちに冥府神が与えたアイテム。フリーダムには聖杯が、ジャスティスには彼らの曽祖父キングI世の持ち物だったという鞘が与えられた。データ不明。

### 新王光誕編
皇騎士フリーダムガンダム (フリーダムガンダム)／キングガンダムIV世 (ガンダム4号機)
邪竜討伐の功が認められ、新たなブリティス王として即位した聖剣王。しかし本人に実感は全く無く、実際キングキャリバーも覚醒していない。HP8000→14000。
戦いが終わった後、王座を返上して公爵(デューク)の地位に着いた。進化した皇騎鎧(シフトアップアーマー)はフリーダムの初心に帰る気持ちを汲み、赤いストライクの姿になった。そして赤の海賊団に加わり、キラやラクスと共に旅に出た。
皇騎士ジャスティスガンダム(ジャスティスガンダム)/キングガンダムV世(ガンダム5号機)
闇の皇帝の復活を前にしても闘志を燃やしている。守護神サンボーンに王としての器を認められ、聖盾王として覚醒した。神鞘インヴィンシブルの力を使って兄と力を合わせて勝利を手にした。HP8000→15000。
戦いの後、兄に代わってブリティスの新王となる。かつて命を救ったカガリを王妃に迎え、赤爺とアスランを側近に取り立てた。王になっても兄を尊重して、III世の後を継いだにもかかわらず「V世」を名乗り続けた。
白金卿III世 (デルタガンダム)
新世代円卓の騎士のリーダー格。先祖より伝わる白金の鎧を装備し、真義の剣と盾を武器として戴冠式の警備の指揮を執る。HP3000。
サムライマスターガンダムアストレイ
新世代円卓の騎士の1人。冥府への遠征で、冥府の門番ムシャゴーストが持っていた剛田貫・真打を手に入れ、三刀流の剣技を使うようになった(剛田貫・真打は髪に括りつけて操る)。HP2300。
ブリティスの仲間たち
キラとカガリを中心に、ラクスやイーハチ、ギャバン隊長やティラノザク達が集合。フリーダムの即位を一目見ようと集まった。HP250。
騎士団長ブルーアストレイ(ガンダムアストレイ ブルーフレーム)
アルガス騎士団を率いる団長。アルガス王国の代表として戴冠式に出席した。サムライマスターガンダムアストレイとは同郷の者。代々の騎士団長に受け継がれてきた導きのハープが微かに鳴っている事に気付き、警戒を強める。HP2300。
アルガス騎士団の三隊長
冥府の門番デスサイズから二人の皇子に託されたアルガスの三神器を受け取った。デュエルは獅子の斧を、バスターは梟の杖を、ブリッツは龍の盾を持つ。HP3520。
技術長官バイアランカスタム(バイアラン・カスタム)
ダバード王国からの客人。友好国の代表として戴冠式に参加した。皇機兵レジェンドヴァトラスTSにかなり興味を持っており、新王との機兵談義を望んでいる。HP500。
ブリティス騎士団
近衛騎士シルヴァバレト(シルヴァ・バレト)を中心に、フライルーとジムストライカーで戴冠式の警備を行っていたが、凶機兵の襲撃に混乱して隙を作ってしまった。HP1600。
皇機兵レジェンドヴァトラスTS
自動操縦で凶機兵に応戦したが、凶機兵の自爆に巻き込まれて大破してしまった。HP13000。
重臣F90ジュニア三兄弟
新世代円卓の騎士の長老格。シナンジュの襲撃を三位一体攻撃で迎え撃つ。HP6000。
幻影卿〈シルエットロード〉ガンダムF91 (シルエットガンダム)
蒼炎騎士F91の父にして、II世時代の円卓の騎士の1人。銀騎士ビギナ・ギナを部下として地方領主を務めていた。海賊騎士クロスボーンガンダムに銀騎士の力が眠っている事に気付き、彼を導いた。HP6500。
銀騎士〈シルバーナイト〉ガンダムF97 (クロスボーン・ガンダム X-0)
海賊騎士の能力をクロスボーンシャドウに奪われたクロスボーンガンダムが、自ら封印していた銀騎士の力を解き放った姿。F91の家系とも関係があるらしい。HP6000。
冥府からの援軍
近衛騎士スモモタロスを中心とする冥府の戦士達。悪しき者によって冥府とのゲートが開いた事を知った女王ディアナが地上に派遣した。HP3300。
キングガンダムI世 (プロトタイプガンダム)
ブリティス王国初代国王。自らが建国した故郷を救う為、冥府からの援軍を率いる。皇騎士ジャスティスに無敵の鞘インヴィンシブルを持つように助言する。HP6000。
騎士アーサーガンダム
冥府から来たキングI世の弟にして、初代円卓の騎士の1人。彼ら兄弟の対立が初代円卓の騎士団の分裂とブリティス王国陥落の要因になった為、今こそ王国を守ろうと兄と共に戦う。HP5000。
戦乙女ガンダムヘイズル(ガンダムTR-1［ヘイズル・ラー］)
新世代円卓の騎士の1人。高速空間戦闘に対応する為、背中から翼を生やした天使のような姿になった。ちなみに「僕っ子」。HP2300。
蒼炎騎士ガンダムF91 (量産型ガンダムF91 (ハリソン機))
新世代円卓の騎士の1人。聖機兵ガンレックスの技術を解析して作られた光の剣と盾を持つ。HP3500。
侍従騎士ウーンドウォート
新世代円卓の騎士の1人。式典に合わせて美しくドレスアップしており、華麗なステップを踏みながら敵を倒す。HP2000。
騎士ユニコーンガンダム
バンシィとの因縁を晴らし、新世代円卓の騎士の1人に選ばれた。ジオダンテの復活に対し、伝説のラクロアの勇者達を召喚した。HP3000。
ラクロアンヒーローズ
騎士ユニコーンガンダムに召喚された騎士ガンダム、騎士アムロ、戦士ガンキャノン、僧侶ガンタンク。力を合わせてジオダンテを倒した。HP10000。
獣王ラゴゥ
新世代円卓の騎士の1人。冥府での活躍の報酬で得た二振りの宝剣で戦う。城内を飛ぶ黒い蝶が冥府の聖杯の封印である事を見抜き、いち早く確保した。HP6000。
純白騎士シナンジュ・スタイン
冥府からの援軍に加わり、自分を殺したシナンジュ・リバウンドと再戦。ラゴゥを守りつつ、IV世と協力して怨敵を倒した。HP4500。
凶機兵エクリプス・プロヴィデン
将機兵エクリプス・プロヴィデンの真の姿。禍々しい紅に染まり、深紅騎士シナンジュの陽動作戦の囮役として遠隔操作されている。レジェンドヴァトラスTSとの戦闘中に自爆した。HP12000。
シナンジュ・リバウンド(リバウ)
深紅騎士シナンジュの正体。かつてアルガス騎士団との戦いに敗れ、冥府に落ちた騎士バウが強力な力を得て復活した姿。奪った冥府の聖杯の蓋を開け、冥府とのゲートを開いた。HP8750。
騎士リジェネレイトを唆してアンチユニオン軍を結成させ、Xソウルを冥府から招いた。闇の皇帝の復活を宿願としていたが、あと一歩というところでかつて殺したシナンジュ・スタインに倒された。だが…。
ファントムドライセン（ドライセン (袖付き仕様))
騎士バウと共にジオン三魔団を率いていた闘士ドライセンの魂。アルガス騎士団への恨みを忘れておらず、新世代のアルガス騎士団を見るや襲いかかってきた。HP2800。
ファントムメデューサキュベレイ(キュベレイMk-II (プルツー機))
ドライセンと共に復活した、ジオン三魔団を率いたモンスター・メデューサキュベレイの魂。積年の恨みを晴らすべく円卓の騎士団とアルガス騎士団に強力な魔法を放つ。MP2930。
幽霊戦士ギラ・ズール (ギラ・ズール)&幽霊戦士ヅダ (ヅダ)
冥府を彷徨っていたゴブリンザクとスケルトンヅダの魂の新たな姿。ゴブリンザクは名前も変えている。ブリティスの騎士達を皇帝復活の生贄にしようと大群で襲い掛かる。HP1050。
ファントムヤクトドラゴン（ヤクト・ドーガ (袖付き仕様)）
かつてアルガス騎士団と戦ったモンスター・ヤクトドラゴンの魂。冥府の底から這い上がるのは力が強い者ほど難しいらしく、皇帝復活までの時間稼ぎをする。HP1390。
魔人〈デーモン〉闘士Sガルス (シュツルム・ガルス)
「ナイトガンダム物語」に登場したヘルアクシズ団の隠密戦士ガルスJの魂。ジオン族ではないが、自分を倒したユニオン族への恨みを抱き続けており、生前よりパワーアップしている。HP2320。
魔人騎士〈デーモンナイト〉ローゼン・ズール (ローゼン・ズール)
かつてティターンの魔塔で騎士ガンダム達に倒された騎士ハンマハンマの魂。冥府の底で魔物達を取り込み、生前とはまったく違う姿になった。HP3200。
クロスボーンシャドウ (ベルガ・ギロス(面部) + クロスボーン・ガンダムX2改(身体部分))
ザビロニア帝国の衛騎士ザビ・ギロスの魂が、ジオン族の秘術で誕生したクロスボーンシャドウと融合して誕生した騎士。海賊騎士クロスボーンガンダムの力を奪ったが、銀騎士の力を開放したF97によって倒された。HP5999。
ファントムジオダンテ（ジ・Oとレギオン）
騎士ガンダムリジェネレイトの鎧に潜んでいたジオダンテの怨念が、冥府のゲートが開かれると同時に覚醒。ブリティス城に囚われていたリジェネレイトを取り込み実体化した。HP6000。
炎獄皇帝ジークジオン・イグニス (ネオ・ジオング＋リバウ(頭部部分))
かつて騎士ガンダムに、そして月光騎士ネオガンダムに敗れた闇の皇帝ジークジオンの魂。閉じかけていたゲートを強引に開けて復活した。再び敗れた者達の怨念を吸収した上、シナンジュ・スタインに倒されたバウも取り込み完全体になった。MP540000。
全てのユニオン族を憎んでおり、真紅の体から放つ憎悪の炎で世界ごと焼き尽くそうとした。一切の攻撃を受け付けなかったが、覚醒した神鞘によってその魔力を抑えこまれ、光の力を得たキングV世と円卓の騎士団に敗北。再び冥府の底に封印された。
神鞘インヴィンシブル
皇子達が冥府から持ち帰った古びた鞘の正体。かつてキングI世が使っていた神器で、邪悪の力を全て無力化し、正しき者に光の力を授ける「無敵」の能力を持つ。HP×10。キングI世と総統竜の戦いで冥府に落ち、強大すぎる力だと判断した冥府神が保管していた。
キングガンダムII世
「円卓の騎士編」の主人公で、キングIV世とV世の祖父。守護神サンボーンの補佐役として、再びブリティス王国に現れた。HP15000。
守護神サンボーン
キングII世と共に降臨したスダ・ドアカワールドの守護神。今回の戦いの功績を讃え、キングV世に新たな聖杯を授けた。データ不明。
黒騎士バンシィ
宿命から解き放たれるべく聖杯を狙うが、サンボーンに一蹴された。崩れ落ちる彼に騎士ユニコーンは優しく手を差し伸べた。HP3000。
キングガンダムIII世
新たな聖杯の力を得て復活した。成長した息子達にブリティス王国の未来を託した。HP4000。

### 覚醒のエレメンタルドラゴン
公爵〈デューク〉ストライクガンダム（ストライクルージュ）
故郷ブリティス王国を弟のキングガンダムⅤ世に任せて騎士ユニコーンに王国の危機を告げられ、エレメンタルドラゴンとの戦いに挑む。HP8000。
フレイムアドバンス ドラゴン・ハイゼンスレイII（ガンダムTR-6［ハイゼンスレイII］）
黒騎士バンシィの手によって甦った火属性のエレメンタルドラゴン。
グランドアドバンス ドラゴン・ギガンティ（ガンダムTR-6［ウーンドウォート・ラー］ ウーンドウォート・ギガンティック形態）
黒騎士バンシィの手によって甦った地属性のエレメンタルドラゴン。
アクアアドバンス ドラゴン・キハールII（ガンダムTR-6［キハールII］）
黒騎士バンシィの手によって甦った水属性のエレメンタルドラゴン。
ライトアドバンス ドラゴン・インレ（ガンダムTR-6［インレ］）
黒騎士バンシィの手によって甦った光属性のエレメンタルドラゴン。
ダークアドバンス ドラゴン・サイコインレ（ガンダムTR-6［サイコ・インレ］）
黒騎士バンシィの手によって甦った闇属性のエレメンタルドラゴン。
オルタネイティブドラゴンアーク
五匹のエレメンタルドラゴン合体した姿。
賢王機兵エクスジェイガンRC
バーサル騎士ガンダム(龍装覚醒)
騎士アレックス(龍装覚醒)  (ガンダムNT-1)
皇騎士ガンダム(龍装覚醒)
騎士シャインガンダム(龍装覚醒) (シャイニングガンダム)
バーサル公爵ストライクフリーダムガンダム(超龍装覚醒) (ストライクフリーダムガンダム)
キングガンダムV世(超龍装覚醒)  (インフィニットジャスティスガンダム)
侍従騎士ウーンドウォート 白戦乙女シフト
戦乙女ガンダムヘイズル ギガントアーマメン
モンスター ボルジャーノンゴブリン (ギャバン専用ボルジャーノンとボルジャーノン)
ゴブリンザクの亜種。獣王ラゴゥは円卓の騎士となり、治める森「獣の領域」の王位を息子に譲位した。彼らは獣王ラゴゥを補佐するべく、森の奥からやって来たのだ。HP3000
騎士団長アムロ（アムロ・レイ）＆天馬ホワイトベース（ホワイトベース）
騎士ユニコーンガンダムの魔法で召喚される。
魔騎士ザクズール (ドズル専用ザクII)
ザビロニアの「緑の部隊」隊長、魔剣士ザクロードの元上官の騎士。黒騎士バンシィの魔法で召喚される。

### 激突!一角騎士VS運命騎士
騎士インパルスガンダム（インパルスガンダム）
インパルス3兄弟の長兄で、かつての名はフォースインパルス。ゼロから雷の一族に受け継がれた雷龍剣を奪われたため、ゼロがマーベットに残したプラズマドラゴンが入っていない雷龍剣を使っている次兄ソードインパルスが嵐虎剣の使い手だったが、ソードの死後、嵐虎総帥ヴィクトリーに助けられ、自身も師事して嵐虎剣も学んでいる。
騎士インパルスガンダム(嵐虎剣モード)（ソードインパルスガンダム）
嵐虎剣の力によって騎士インパルスに宿るインパルス3兄弟の末弟ブラストに殺された次兄ソードの魂の影響が強くなり変化した形態。
騎士ガンダムF90II（ガンダムF90II）
元ブリティス王国の騎士にして元傭兵。F90ジュニア三兄弟の長兄。
嵐虎総帥ヴィクトリー（ヴィクトリーガンダム）
現在の嵐虎剣総帥。幻魔皇帝アサルトバスターの弟、騎士ヴィクトリーのその後の姿。
嵐虎機兵アジバルド
嵐虎総帥用の機兵。過去に幻魔皇帝アサルトバスターが搭乗した皇帝機兵アジバルドと同じ機体だが、バイスタランチュラによる侵蝕は新世界創造の際に浄化された。
超先進機兵エプコットN116&操手キラ
機兵工房エプコットギルドで製の最新機兵。
戦士グスタフ・カール（グスタフ・カール）
ダバード王国より派遣されたザフト国調査隊の一員
戦士アンクシャ (アンクシャ)
ダバード王国より派遣されたザフト国調査隊の一員
闘士スタークジェガン (スタークジェガン)
ダバード王国より派遣されたザフト国調査隊の一員
騎士リゼル (リゼル)
ダバード王国より派遣されたザフト国調査隊の一員
騎士ジェミナス01  (ガンダムジェミナス01)
バーサル騎士ガンダムGP01
闇騎士ガンダムMk-Ⅱ(ガンダムMk-II (ティターンズ仕様))
灼熱卿ガンダムF91
操獣士インディガンダム
召喚士ルー&精霊クラウドバスター
聖騎士ネオスライド
騎士ヴイスクエア
騎士インパルスガンダムの雷龍剣の師。
騎士シャインガンダム
騎士ガンダムエックス
バーサル騎士ガンダム
魔道士ロンメルドワッジ （ドワッジ改）
弓道士リゲルグ（リゲルグ）
魔物使いマウアー&召喚モンスター ハイザックコング
モンスタービーストアッシュ（アッシュ）
ザフト国のモンスター。
モンスターズールドタイタン（クラーケ・ズール）
ザフト国のモンスター。
剣士ザクスナイパー (ザクI・スナイパータイプ)
ザフト国の剣士。
魔術士ガルスK (ガルスK)
ザフト国の魔術士。
騎士ルナマリア (ルナマリア・ホーク)
ザフト国の騎士。
闘士ザクウォーリア (ザクウォーリア)
ザフト国の闘士。
騎士ザクファントム (レイ専用ザクファントム)
ザフト国の騎士。
デュランダル王 (ギルバート・デュランダル)
ザフト国の国王。
プロトゴーレム軍団 （プロトタイプサイコガンダムと量産型サイコガンダム)
ザフト国の量産型ゴーレム。
キラーゴーレム (サイコガンダム)
ザフト国の試作型ゴーレム。
闇司祭アビスガンダムが繰り出してきたゴーレムが「キラーゴーレム」です。旧スダドアカの「サイコゴーレム」を元にルーンレックスを守っていた「ガンキラー」の凶暴性を加えた、凶暴なゴーレムです。
大魔導レジェンドガンダム (レジェンドガンダム)
ザフト国の国王であるデュランダルの側近であり、国王を影から操っている。
邪竜騎士デスティニー (デスティニーガンダム)
雷龍剣の伝承者を名乗るザフト国の騎士。その正体はインパルス3兄弟の末弟ブラスト。
闇司祭アビスガンダム (アビスガンダム)
大魔導レジェンドガンダムの側近。
魔導騎士カオスガンダム (カオスガンダム)
大魔導レジェンドガンダムの側近。
騎士ユニコーンガンダム（幻獣の鎧装備）（フルアーマーユニコーンガンダム）

### 時空を廻る幻獣騎士
戦士ジェスタ (ジェスタ)
インダストリアル村の戦士
聖堂騎士クシャトリヤ・リペアード(クシャトリヤ・リペアード)
インダストリアル村の聖堂を守っている壮年の騎士。
退魔騎士シルヴァバレト(シルヴァ・バレト)
各地を放浪し様々な退魔師
僧侶見習いEWACジェガン(EWACジェガン)
インダストリアル村の聖堂に勤める僧侶
騎士バナージ(バナージ・リンクス)
インダストリアル村族長の孫。
妖精ミネバ姫 (ミネバ・ラオ・ザビ)
シャンブロドンに囚われていた妖精族の姫。『鎧闘神戦記』に登場した天使マリーメイアの子孫。テレパシーで騎士ユニコーンに助けを求めたが、実は幻獣の鎧を使いこなせるようにするために課した試練だった。
族長サイアム・ビスト(サイアム・ビスト)
インダストリアル村の族長。
黒騎士バンシィ・ノルン (バンシィ・ノルン）
ラプラスボックスの力でユニコーンは幻獣の鎧装備となり、バンシィは神獣モードに変身する。
モンスターゴブリックギガン(ギガン（袖付き仕様）)
洞窟内の小鬼モンスター。
モンスターロトミミック(ロト)
洞窟内のトラップモンスター。
モンスターゴーストドラッツェ（ドラッツェ（袖付き仕様））
洞窟内の霊体モンスター。
アサシン ゼー・ズール （ゼー・ズール）
ダンジョンに潜む暗殺者集団。
戦士ズサ (ズサ（袖付き仕様）)

戦士ギラ・セルジ(ギラ・ズール (親衛隊機))
ギラ・ズール兄弟の弟。
騎士ギラ・アンジェロ(ギラ・ズール (アンジェロ機))
ギラ・ズール兄弟の兄。秘宝ラプラスボックスを求めてダンジョン・メガラニカに入り、弟ともどもダンジョンの守り人にされてしまった。
モンスターギラギラズール
騎士ギラ・アンジェロと戦士ギラ・セルジのギラ兄弟の融合体(左半身:戦士ギラ・セルジ、右半身:騎士ギラ・アンジェロ)。
モンスターシャンブロトン（シャンブロ）
ラプラスボックスが生み出した魔獣。他者を操って守り人にしてしまう。

### 決戦の雷龍剣
サンダーストームプラズマドラグーン
運命騎士インパルスガンダム (デスティニーインパルス)
雷龍剣と嵐虎剣双方の継承者となったインパルス。本来であれば試練を乗り越えた暁には聖竜騎士デスティニーと名乗る予定だったが、末弟ブラストが僭称して名が悪に落ちたため肩書きとして運命騎士(デスティニーナイト)を名乗った。
黒風騎士バイアランカスタム (バイアラン・カスタム2号機（『バンデシネ』版）)
ダバード王国からの援軍。獣王姫アイシャガイアとは恋仲。
獣王姫アイシャガイア(アイシャ+ガイアガンダム)＆仮面獣王バルトガイア (アンドリュー・バルトフェルド+ガイアガンダム (バルトフェルド専用機))
獣王ラゴゥの子供達。
騎士人形シリウス
自我が芽生えた皇機兵レジェンドヴァトラスに感動したダバード王国の技術長官バイアランカスタムが残骸から制御OSをサルベージして超小型機兵に移植したもの。この誕生を祝福した冥府神からこの世の物は斬れないがこの世ならざる物を断つ妖精の剣「冥剣ミストルティン」が贈られた。表向きは機兵であることは隠してブリティス公爵ストライクフリーダムの養子ということにしている。ストライクフリーダムのことを父のように慕っておりダディと呼ぶ。一方、ストライクフリーダムは相棒である皇機兵レジェンドヴァトラスが新生したシリウスのことをバディと呼んでいる。十数年後、ブリティス王国の重臣となり、自身は騎士ではなくブリティス王国を守る一振りの剣であるとして、ヴァトラスの剣に魂を宿して国を見守り続けている猛将ヴァトラスにちなんで「二代目猛将ヴァトラス」の名を拝命する。
皇機兵レジェンドヴァトラスDS(デュアルソウル)
作り直したストライクフリーダム専用機兵。シリウスにとってはもう1つの身体。ストライクフリーダムが搭乗することでソウルリンクシステムが発動して限界を超えた力を発揮する。
嵐虎総帥ヴィクトリー
騎士セイバーガンダム(セイバーガンダム)
隠密行動のキングガンダムV世。
闘士ザクスラッシュ (スラッシュザクファントム (イザーク・ジュール機) )
ザフト国の闘士、ユニオン連合軍共同討伐国賊(大魔導レジェンド)。
騎士リゼルディフェンサー (リゼル (ディフェンサーBユニット装備))
ダバード王国からの援軍。
吟遊騎士レッドウォーリアロッソ(ロッソイージス)
先代レッドウォーリアRの姪。
黄金機兵レガシーアルジャーノン
吟遊騎士レッドウォーリアロッソの駆る機兵。
機兵ベガスジャーノンEG
ダバード王国の一般機兵。
騎士ユニコーンガンダム（幻獣の鎧装備）

獣乙女ステラガイア(ステラ・ルーシェ+ガイアガンダム)&騎士ルナマリア(ルナマリア・ホーク)
ステラガイアは獣王ラゴゥの娘であり、アイシャガイアとバルトガイアの妹。嵐虎剣の使い手であり、騎士ブラストインパルスに殺された同門の騎士ソードインパルスとは恋仲だった。調査のためスパイとしてザフトに入り込んでいる。
ルナマリアはザフトの騎士。しかし大魔導レジェンドが王に仕えるようになってからの国の様子に不信感を持っている。
運命龍機インパルスドラグーン
運命騎士インパルスガンダムを操者として認めた龍機ドラグーンが変化した姿。
モンスターグランザムムザザー(ザムザザー)

モンスターマクマゲルズゲー(ゲルズゲー)

デストロイゴーレム(デストロイガンダム)
そしてミネルバからは「キラーゴーレム」の発展型にしてインパルスの力を利用して完成した
近衛騎士バビ (バビ)
大魔導レジェンドガンダムの親衛隊。
近衛騎士団長ウィンダム (ウィンダム (ネオ機) )
大魔導レジェンドガンダムの親衛隊。
ナイトメアアビスガンダム (アビスガンダム)
闇司祭アビスガンダムの半魔神形態。
ナイトメアカオスガンダム (カオスガンダム)
魔導騎士カオスガンダムの半魔神形態。
移動要塞ミネルバ(ミネルバ)
大魔導レジェンドガンダムの拠点。
緋邪龍
大魔導レジェンド、邪竜騎士デスティニー、ザフト国を裏で操って、雷龍剣と嵐虎剣の力を取り込もうとした真の黒幕。

### SP 龍機再来編
騎士フォースインパルス  (フォースインパルスガンダム)
インパルス三兄弟の長男。ソードの死とブラストの離反によってフォースの名を捨てる。
騎士ソードインパルス  (ソードインパルスガンダム)
インパルス三兄弟の次男で、雷龍剣ではなく嵐虎剣の奥義を取得していた。邪竜騎士デスティニーと化したブラストによって殺された。
騎士ブラストインパルス (ブラストインパルスガンダム)
インパルス三兄弟の三男。力を求める執着心が異常に強く、後に緋邪龍に唆され邪竜騎士デスティニーと化す。
嵐虎騎士ブイツー（V2ガンダム）
嵐虎剣の伝承者で、後の幻魔皇帝アサルトバスター。
龍機クラシックドラグーン
龍騎士ファルコガンダムが操者だった頃の龍機ドラグーン。
伝説の聖騎士
過去の雷龍剣の伝承者。
超古代龍機ドラグーン
伝説の聖騎士が操者だった頃の龍機ドラグーン。

### SP 黄金竜再臨編
デスペリオル族モンスターズ
異能戦士シャドウフレアフェニックス (フェニックスガンダム)
異能戦士インフェルノゾロアシャー (クロノクル専用ゾロ)
暗黒魔人ダークネスハート (シャッフル・ハート)
マスターに闇の力と勢力を与えた存在。その正体は『黄金神話』で、コロナノヴァを阻止するために死んだスペリオルドラゴンSRの力の一部が過去に遡り、闇の力を得た姿。
暗黒魔神デビルダークネス (デビルガンダムコロニー)
暗黒魔人ダークネスハートの真の姿。
暗黒機兵クーロン  (クーロンガンダム)
暗黒卿マスター (東方不敗マスター・アジア)
暗黒魔神の闇の力を吸収した暗黒卿マスターガンダム。しかし完全復活は果たせず力を一部を分割した姿。